# Коломійченко Олексій Сидорович
Олексій Сидорович Коломійченко (нар. 18 (30) березня 1898, Шпола — 17 вересня 1974, Київ) — український радянський оториноларинголог, доктор медичних наук, професор, член-кореспондент АН УРСР (з 20 грудня 1967 року), організатор і перший директор Київського науково-дослідного інституту отоларингології. Брат хірурга Михайла Коломійченка.

## Біографія
Народився 18 (30 березня) 1898 року в місті Шполі (тепер Черкаської області) в селянській родині. У 1919–1924 роках навчався в Київському медичному інституті. Одночасно з навчанням працював провідником-фельдшером на Південно-Західній залізниці.
З 1924 року працював лікарем-стажистом в Ізяславській дільничій лікарні Шепетівської округи. З 1928 року — у Київському інституті вдосконалення лікарів. Працював молодшим асистентом, старшим приват-доцентом, а з 1936 року — доцентом клініки.
У 1936 році призначений завідувачем великим дитячим оториноларингологічним відділенням, яке він організував вперше в Україні в районній лікарні імені М. І. Калініна. На цій базі його самостійна педагогічна діяльність почалася з читання лікарям курсантам Київського інституту удосконалення лікарів лекцій з оториноларингологічним захворювань дитячого віку. Клініка стала центром розвитку нового в той час напрямку оториноларингології — дитячої хірургії вуха, горла, носа.
У 1937–1940 роках детально розробив актуальні в той час питання лікування грудних дітей із захворюваннями вуха при токсичних диспепсіях. При цій патології в той час був високий відсоток смертності. О. С. Коломійченко запропонував і впровадив у практику антро-і тимпанопункцію, які виявилися дуже ефективними, сприяли зниженню смертності. Вперше в Києві та в Україні застосував видалення сторонніх тіл з гортані, трахеї і бронхів без трахеотомії і широко впровадив у практику метод прямої ларингоскопії у дітей. Він також вперше використав нові в той час препарати — сульфідін і сульфазол при лікуванні дітей з отоантритами. Одночасно був консультантом Інституту охорони материнства і дитинства.
17 грудня 1940 року успішно захистив дисертацію, затвердження в науковому ступені доктора медичних наук отримав 17 травня 1941 року.
Під час німецько-радянської війни опинився в окупованому Києві. Працював в декількох оториноларингологічних закладах, в основному на території лікарні імені М. І. Калініна. Брав активну участь в наданні допомоги партизанам і учасникам київської підпільної організації. Рятував юнаків і дівчат від угону до Німеччини, поміщав їх в клініку під виглядом тяжкохворих, видавав фальшиві довідки.
З 1943 року завідував кафедрою оториноларингології стоматологічного факультету Київського медичного інституту. У 1944 - 1966 роках — завідувач кафедри отоларингології Інституту вдоскконалення лікарів, у 1952-1960роках — начальник відділення лікарні 4-го управління МОЗ УРСР. В 1960 році організував Київський НДІ отоларингології: у 1960 – 1974 роках — його перший директор, з 1974 року — науковий консультант.

Могила Олексія Коломійченка

Від 1919 року жив в Києві по вулиці Рейтарській, 17. Помер 17 вересня 1974 року. Похований в Києві на Байковому кладовищі (ділянка № 1).

## Наукова і громадська діяльність
Зробив значний внесок у розробку тонзилярної проблеми, діагностику й лікування пониженого слуху, запальних процесів середнього вуха, внутрішньочерепних ускладнень, консервативної терапії основних захворювань вуха, горла, носа, лікування травматичних ушкоджень, склероми верхніх дихальних шляхів, професійної патології органів слуху. Вдосконалив старі способи проведення операцій, розробив нові. Створив наукову школу отоларингології в Україні. Серед учнів Олексія Коломійченка — доктори медичних наук Валерія Гукович, Олена Євдощенко, Олексій Циганов тощо.
З 1958 року був головним редактором «Журналу вушних, носових і горлових хвороб», з 1964 року — голова правління Українського товариства оториноларингологів.

## Відзнаки
Заслужений діяч науки УРСР (з 1955 року); лауреат Ленінської премії (за 1964 рік; за розробку та впровадження в практику слуховідновних операцій при отосклерозі).

## Вшанування пам'яті
|                                             |  |  |
| Ювілейна монета НБУ присвячена Коломійченку |  |  |

В червні 1978 року Київському інституту отоларингології присвоєне ім'я Олексія Коломійченка. В інституті працює Музей імені Олексія Коломійченка. Біля входу в інститут за адресою Зоологічна, 3 8 травня 1978 року встановлена бронзова меморіальна дошка з барельєфом ученого (скульптор М. К. Вронський, архітектор В. Г. Гнєздилов). В Умані діє музей братів Коломійченків.
В Києві на будинку по вулиці Рейтарській, 17, де в 1919–1974 роках жив Олексій Коломійченко, 24 квітня 2003 року встановлено гранітну меморіальну дошку (скульптор Микола Срібнюк).